# سیمونتا ۲۹۷۰۶
سیارک ۲۹۷۰۶ (به انگلیسی: 29706 Simonetta، نامگذاری:1998YS11) بیست و نه هزار و هفتصد و ششمین سیارک کشف شده‌است که در ۲۵ دسامبر ۱۹۹۸ کشف شد.